# Championnat d'Italie de football 1959-1960
Navigation
Édition précédente Édition suivante
| \| Juventus Fiorentina AC Milan Inter Bologne Padoue Ferrare Sampdoria AS Rome Vicence Atalanta Lazio Bari Naples Udinese Palerme Alexandrie Genoa \| Localisation des clubs engagés dans le championnat. |
| Juventus Fiorentina AC Milan Inter Bologne Padoue Ferrare Sampdoria AS Rome Vicence Atalanta Lazio Bari Naples Udinese Palerme Alexandrie Genoa                                                           |

Le Championnat d'Italie de football de Série A 1959-1960 est la 58e édition du championnat d'Italie de football, qui réunit 18 équipes. 
Le championnat est remporté pour la 11e fois de son histoire par la Juventus FC.

## Classement
Le partage des points est fait sur le barème suivant : deux points pour une victoire, un point pour un match nul et aucun point pour une défaite.
| Rang | Équipe             | Pts | J  | G  | N  | P  | Bp | Bc | Diff |
| ---- | ------------------ | --- | -- | -- | -- | -- | -- | -- | ---- |
| 1    | Juventus FC C      | 55  | 34 | 25 | 5  | 4  | 92 | 33 | +59  |
| 2    | AC Fiorentina      | 47  | 34 | 20 | 7  | 7  | 68 | 31 | +37  |
| 3    | AC Milan T         | 44  | 34 | 17 | 10 | 7  | 56 | 37 | +19  |
| 4    | Inter Milan        | 40  | 34 | 14 | 12 | 8  | 55 | 43 | +12  |
| 5    | Bologne FC 1909    | 36  | 34 | 14 | 8  | 12 | 50 | 42 | +8   |
| 6    | Calcio Padova      | 36  | 34 | 14 | 8  | 12 | 50 | 46 | +4   |
| 7    | SPAL Ferrara       | 36  | 34 | 12 | 12 | 10 | 45 | 50 | -5   |
| 8    | UC Sampdoria       | 35  | 34 | 11 | 13 | 10 | 41 | 46 | -5   |
| 9    | AS Rome            | 34  | 34 | 13 | 8  | 13 | 53 | 53 | 0    |
| 10   | Lanerossi Vicenza  | 32  | 34 | 10 | 11 | 13 | 39 | 42 | -3   |
| 11   | Atalanta Bergame P | 31  | 34 | 9  | 13 | 12 | 31 | 39 | -8   |
| 12   | SS Lazio           | 30  | 34 | 9  | 12 | 13 | 32 | 45 | -13  |
| 13   | AS Bari            | 29  | 34 | 9  | 11 | 14 | 32 | 42 | -10  |
| 14   | AC Naples          | 29  | 34 | 8  | 13 | 13 | 33 | 28 | +5   |
| 15   | Udinese Calcio     | 28  | 34 | 6  | 16 | 12 | 39 | 54 | -15  |
| 16   | US Palerme P       | 27  | 34 | 6  | 15 | 13 | 27 | 40 | -13  |
| 17   | US Alessandria     | 25  | 34 | 5  | 15 | 14 | 28 | 51 | -23  |
| 18   | Genoa CFC          | 0   | 34 | 4  | 10 | 20 | 21 | 50 | -29  |

| Légende : Qualifications et relégations | Légende : Qualifications et relégations                                                           |
| --------------------------------------- | ------------------------------------------------------------------------------------------------- |
|                                         | Coupe des clubs champions européens 1960-1961 (1er tour)                                          |
|                                         | Coupe des coupes 1960-1961 (1/4 de finale)                                                        |
|                                         | Relégation en Serie B                                                                             |
|                                         | T : Tenant du titre 1958-1959 P : Promu en 1958-1959 C : Vainqueur de la Coupe d'Italie 1959-1960 |

- Le Genoa CFC est sanctionné de 28 points de pénalité à la suite d'une affaire de corruption lors du match Atalanta Bergame-Genoa.

## Meilleurs buteurs
|   | Buteur       | Club          | Nb de Buts |
| - | ------------ | ------------- | ---------- |
| 1 | Omar Sivori  | Juventus FC   | 28         |
| 2 | Kurt Hamrin  | AC Fiorentina | 26         |
| 3 | John Charles | Juventus FC   | 23         |

## Bilan de la saison
| Tableau d'Honneur |             |
| Compétition       | Vainqueur   |
| Serie A           | Juventus FC |
| Coppa Italia      | Juventus FC |

| Qualifications européennes 1960-1961 |               |
| Coupe des clubs champions européens  | Qualifiés     |
| Premier tour                         | Juventus FC   |
| Coupe des coupes                     | Qualifiés     |
| Quarts de finale                     | AC Fiorentina |

| Promotions et relégations |                                      |
| Relégués en Serie B       | US Palerme US Alessandria Genoa CFC  |
| Promus de Serie B         | Torino FC Calcio Lecco Calcio Catane |